# (9973) Szpilman
(9973) Szpilman (1993 NB2) – planetoida z pasa głównego asteroid okrążająca Słońce w ciągu 4,03 lat w średniej odległości 2,53 au. Została odkryta 12 lipca 1993 roku w Europejskim Obserwatorium Południowym przez Erica Elsta. Nazwa planetoidy pochodzi od Władysława Szpilmana, polskiego kompozytora i pianisty.